# دوغ ديلي
دوغ ديلي (بالإنجليزية: Doug Dailey)‏ هو دراج بريطاني، ولد في 1 أبريل 1944 في ليفربول في المملكة المتحدة.

## وصلات خارجية
- دوغ ديلي على موقع أرشيف الدراجات (الإنجليزية)